# Dovania dargei
Dovania dargei es una especie de lepidóptero ditrisio de la familia Sphingidae. Se conoce de Etiopía. 